# Фаріде Мереб
Фаріде Мереб (нар. 1989) — венесуельська редакторка і графічна дизайнерка. Вона є засновницею і директоркою видавництва Ediciones Letra Muerta, розташованого в Каракасі, Венесуела. У 2016 році вона отримала золоту нагороду в номінації «Редакційна робота» на конкурсі Latin American Design Awards за «Al Filo» венесуельської поетеси та журналістки Мійо Вестріні .

## Професійна кар'єра
Народилася у Валенсії, відвідувала Instituto de Diseño de Caracas. Пізніше вона отримала повну стипендію бакалавра мистецтв в Університеті Артуро Мікелена у Валенсії. У 2015 році Мереб почала працювати у видавництві Ex Libris разом з Хав'єром Айзпуруа. Ex Libris тричі перемагав у конкурсі «Кращий книжковий дизайн з усього світу» (Лейпциг, Німеччина).
На основі комплексного дослідження, зосередженого на поетичній творчості венесуельської письменниці Мійо Вестріні, Мереб зібрала та оформила дві книги, Es una buena máquina та Al Filo, обидві Вестріні, в яких вона зібрала свої літературні інтерв'ю та неопубліковані вірші. Es una buena máquina було обрано на Іберо-американському бієналі дизайну в Мадриді та на Feria Iberoamericana de Arte (FIA) у 2015 році.
У 2014 році вона стала співзасновником Ediciones Letra Muerta, видавництва, яке займається висвітленням актуальних венесуельських авторів, таких як Вестріні та Іди Грамцько, серед інших.
З Letra Muerta Мереб опублікувала Poemas Іди Грамцько в 2016 році Ця робота пройшла попередній відбір на конкурсі «Кращий дизайн книги з усього світу» (Лейпциг, Німеччина).
Мереб читала лекції про своє дослідження венесуельського дизайну в Колумбійському університеті (Сполучені Штати) у 2016 році в Університеті Палермо (Аргентина). Вона також є членом AIGA .

## Вибрані твори
- Spaces to say the same thing, Ханні Оссотт (2018) .[8]
- Otoño (sic), Луїс Морено Вілламедіана (2017).[9]
- Вірші Іди Грамцько (2016).[10]
- Al Filo, Мійо Вестріні (2015).[11]
- Es una buena máquina, автор Мійо Вестріні (2014).[12]

## Індивідуальні виставки
- Вірші: Іда Грамцько . Абра Каракас, Лос-Гальпонес. Каракас, 2016.
- Segunda ruptura: en la memoria . Організація Нельсон Гаррідо. Каракас, 2013.
- El espacio de la palabra, Estespacionoesmio. Валенсія, 2012.